# ویتالی گروچاک
ویتالی گروچاک (انگلیسی: Vitalie Grușac؛ زادهٔ ۱۱ سپتامبر ۱۹۷۷) بوکسور اهل مولداوی است.